# Psi2 Aquarii
Psi2 Aquarii (ψ2 Aqr / 93 Aquarii / HD 219688) es una estrella de la constelación de Acuario. Comparte la denominación de Bayer Psi con otras dos estrellas, Psi1 Aquarii y Psi3 Aquarii, pero son estrellas independientes. Psi1 Aquarii está a 148 años luz, Psi3 Aquarii a 249 años luz, y Psi2 Aquarii, la más alejada de las tres, se encuentra a 322 años luz de distancia del sistema solar. Psi2 Aquarii tiene magnitud aparente +4,39.
Psi2 Aquarii es una estrella blanco-azulada de tipo espectral B5V. Su tipo y características son muy parecidas a estrellas como Fum al Samakah (β Piscium) y θ Coronae Borealis, y al igual que éstas es una estrella Be, es decir en su espectro aparecen líneas de emisión prohibidas de hidrógeno. La emisión no proviene de la estrella, sino de un disco circunestelar formado por la pérdida de masa provocada por la rápida rotación de la estrella. La velocidad de rotación de Psi2 Aquarii es de 332 km/s —muy superior a los 2 km/s de velocidad de rotación del Sol—, pero comparable a otras estrellas similares como η Centauri y la antes citada θ Coronae Borealis.
Aunque, como el Sol, Psi2 Aquarii es una estrella de la secuencia principal —en su núcleo se produce la transformación de hidrógeno en helio—, su luminosidad es 352 veces mayor que la solar. Su temperatura efectiva es de 13.400 K y su radio es de 3,5 radios solares. Es una estrella variable con una pequeña variación en su brillo de 0,06 magnitudes.